# Hisae Imai
Hisae Imai (今井 寿恵, Imai Hisae, 19. července 1931 Tokio – 17. února 2009) byla japonská fotografka, která se specializovala na fotografování koní.

## Životopis
Imai se narodila v Tokiu v roce 1931. Její otec provozoval fotoateliér v obchodním domě Ginza Matsuya v Tokiu. V roce 1952 absolvovala studia na katedře výtvarných umění na Bunka Gakuin (文化学院). První samostatnou výstavu měla v roce 1952; od 70. let byla většina jejích četných samostatných výstav fotografií koní.
Imai zemřela 17. února 2009 ve věku 77 let.

## Stálé sbírky
Fotografie autorky jsou zastoupeny v následujících stálých sbírkách:
- Tokijské metropolitní muzeum fotografie[4]
- Nihon University
- Muzeum moderního umění, New York[5]
- Francouzská národní knihovna (Paříž)
- Museum für Kunst und Gewerbe Hamburg
- Muzeum umění prefektury Jamaguči
- Muzeum města Kawasaki
- Muzeum fotografického umění Kijosato[1]